# Église Saint-Martial de Tauriac
Pour les articles homonymes, voir église Saint-Martial.
L'église Saint-Martial de Tauriac est une église catholique située sur la commune de Tauriac,  dans le département du Lot, en France.

## Historique

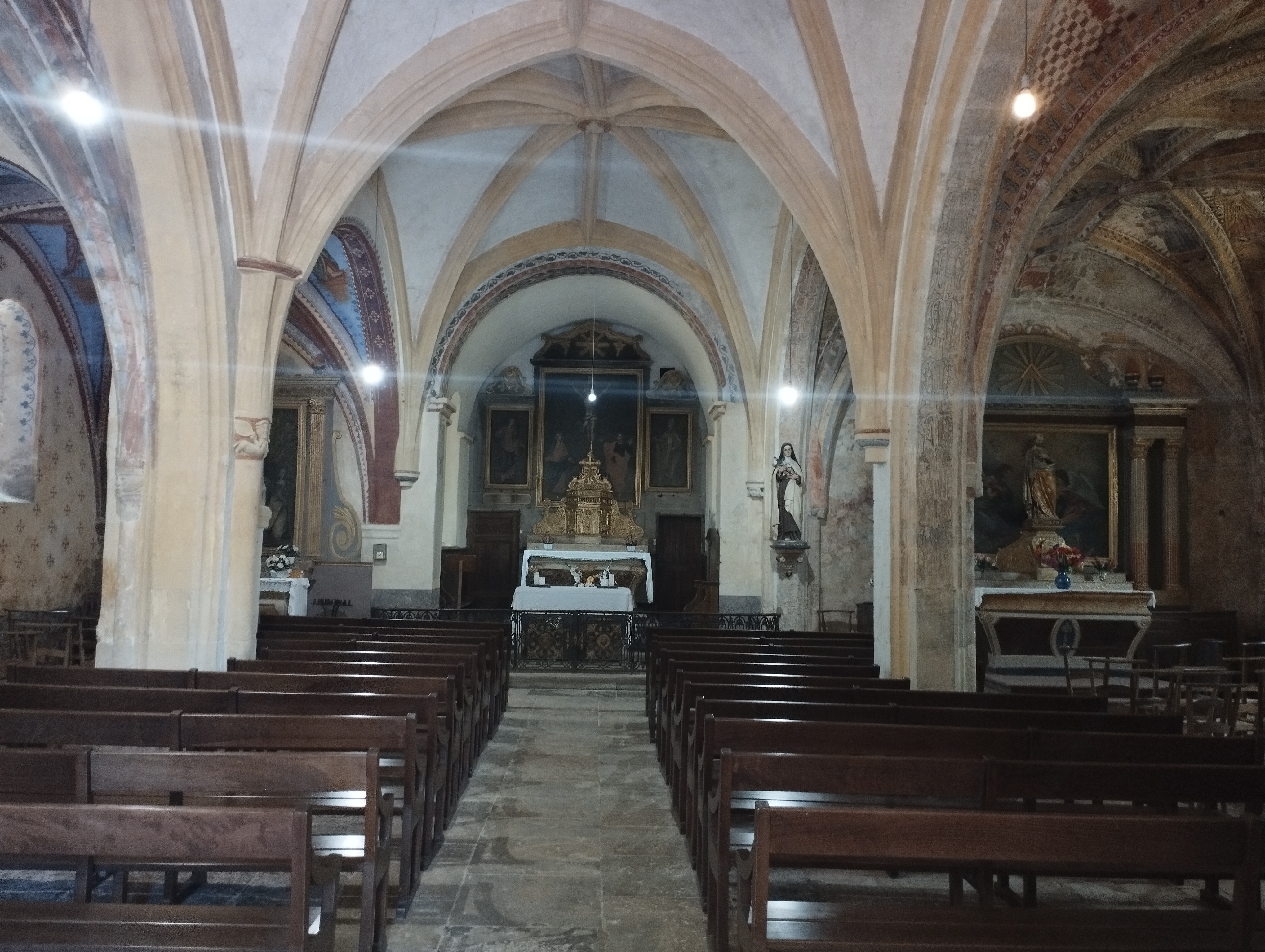
Intérieur de l'église.

L'église  est citée dans le cartulaire de l'abbaye Saint-Pierre de Beaulieu-sur-Dordogne en 930 quand Adhémar, vicomte des Échelles, fait le don de l'église. Dans un acte passé vers 971, une cession est faite aux moines de l'abbaye de Beaulieu de tout le fleuve de Dordogne depuis le lieu dit le Gour-Noir jusqu'à l'église Saint-Martial de Tauriac.
En 1281, l'abbé de Dalon veut fonder une bastide au lieu de Tauriac ou Somieras dont il prétend posséder le domaine. Raymond VI, vicomte de Turenne, y fit opposition en prétendant que cela lui ferait un préjudice. Finalement, l'affaire été portée devant le sénéchal, Simon de Melun, il a donné tort au vicomte mais il a obtenu de l'abbé de Dalon qu'aucun habitant de Creysse, de Bétaille, de Saint-Céré et de Sainte-Spérie ne peut s'installer dans la nouvelle bastide. L'acte est confirmé par Philippe le Bel en 1292.
L'église actuelle porte la date de 1549. Elle a dû être reconstruite dans la première moitié du XVIe siècle et a remplacé l'église du XIIIe siècle.
L'édifice est classé au titre des monuments historiques le 22 septembre 1987.
Plusieurs objets sont référencer dans la base Palissy.

## Décoration
Le décor peint de l'église, exécuté au XVIe siècle sur les voûtes, consacré à la préfiguration du Christ, a été classé au titre des monuments historiques le 10 octobre 1906 :
- première chapelle au sud : création d’Adam et Ève, leur mariage, leur péché et leur punition ;
- seconde chapelle au sud : représentation des douze sibylles ;
- première chapelle au nord : seize prophètes sont peints sur les voûtains.

Les murs des deux chapelles au sud sont ornés de scènes de la Passion du Christ.

Les murs de la chapelle nord sont décorés de scènes de la vie de la Vierge ainsi qu'un grand saint Christophe.
Le décor de la seconde chapelle nord a été réalisé au XIXe siècle.
|                   |
| Colonne sculptée. |

|           |
| Fresques. |

|           |
| Fresques. |

|           |
| Fresques. |

|           |
| Fresques. |

|           |
| Fresques. |

|                      |
| Stèle commémorative. |

## Mobilier
Un retable et une Vierge à l'Enfant datent du XVIIIe siècle ainsi qu'un tabernacle. Deux retables du XIXe siècle complètent le décor. 
Le chef-reliquaire de saint Agapit datant du XIVe siècle, qui était conservé dans l'église, se trouve à présent au Musée d'Art Sacré de Rocamadour.
Le bras-reliquaire de saint Martial peut-être du XVIIIe siècle.